# Little Richard
Little Richard (anglès: Richard Penniman)  (Macon, 5 de desembre de 1932 - Tullahoma, 9 de maig de 2020) fou un cantant, compositor i pianista afroamericà de rock and roll dels Estats Units.
Els seus primers enregistraments en els anys 50 eren una mescla de blues i rhythm and blues, amb una forta influència del gospel, però amb una habilitat tal que van marcar decididament una nova classe de música. De si mateix va dir que es considerava com "l'arquitecte" del rock and roll, però que el color de la seva pell l'havia apartat de la glòria acaparada, entre d'altres, per Elvis. A més, s'autodenominava "El Rei Predicador del Rock & Roll, Rythm & Blues i Soul".
Alguns dels seus treballs més coneguts són Tutti Frutti i Long Tall Sally.

## Biografia

### Primers anys
Provinent d'una família humil, fill d'un destil·lador il·legal de whisky, va ser el tercer de dotze fills, passant la seva infància més proper a la seva mare que al seu sever pare. Gràcies a ella, va rebre classes de piano. Ell mateix va dir "vaig venir a una família a la qual no li agradava el rhythm and blues. La peçaPennies From Heaven de Bing Crosby i a Ella Fitzgerald era tot el que podia escoltar". Pertanyent a l'Església Adventista del Setè Dia, va aprendre música gospel a les esglésies pentecostals del sud dels Estats Units.
Als 13 anys, el seu pare el tragué de casa escandalitzat pels seus apropaments homosexuals. Lliure de l'opressió familiar, allibera les seves passions reprimides i es dedica a cantar en bars, tuguris o simples cantonades del carrer, per guanyar-se la vida. Per sort, un matrimoni blanc, Ann i Johnny Johnson, el treuen d'aquest món i li permeten seguir desenvolupant les seves aptituds musicals en l'escenari del Tick Tock, el club que regenten.

### 1950
El 1951 guanya un concurs local i és convidat per la companyia discogràfica RCA Records amb la qual gravaria vuit discos senzills que no acabarien de quallar.
L'any de 1952 va estar ple d'esdeveniments per Little Richard. Coneix Sugarfoot Sam, actuant en els seus nombres de vodevil. Aviat va passar a actuar amb els Tidy Jolly Steppers en l'estat d'Alabama, però poc després els abandonaria per ser solista de la banda de J. L. Heath, amb els quals actua per Geòrgia. Coneix Billy Wright, que li proposa gravar un disc, ja sota el nom de Little Richard. Uns mesos després, moria assassinat el seu pare.
El 1953 decideix formar el seu propi grup, amb el nom de The Upsetters i el 1954 grava diversos temes en una nova discogràfica, la Peacock, però sense aconseguir resultats remarcables. Treballant com a rentaplats en l'estació d'autobusos de Macon i veient que la seva carrera està estancada, decideix el 1955 enviar una maqueta a Specialty Records. Sis mesos més tard arriba la resposta de Specialty per a una sessió d'enregistrament a Nova Orleans, amb la condició que accepti deixar el seu grup per ser acompanyat per músics de prestigi. Les primeres sessions no acaben de convèncer, però durant una pausa en una d'aquestes sessions, Richard va començar a cantar de manera improvisada "Tutti Frutti", una cançó obscena i lasciva que havia estat cantant en les seves actuacions. Es va canviar la lletra "Tutti Frutti, good, booty / If it don't fit, don't force it / You can grease it, make it easy" ("Tutti Frutti, bon culet / Si no entra, no ho forcis / pots greixar-ho, per facilitar-ho") a "Tutti frutti, all rooty, a-wop-bop-a-loon-bop-a-boom-bam-boom" perquè el productor d'enregistrament, Roberte Bumps Blackwell, ho considerava un excés (a més, "Tutti-frutti" en argot significava "gai"). A més, Dorothy La Bostrie (la seva compositora) va considerar que aquests versos eren inacceptables.
La cançó, amb el seu onomatopeic "Womp-bomp-a-loom-op-a-womp-bam-boom!", es va convertir en model per a moltes altres petites cançons futures de Richard, tocant el seu piano, amb Lee Allen al saxofon i el seu ritme implacable. En els següents anys, Richard tindria diversos èxits més: Long Tall Sally, Slippin' and Slidin', Jenny, Jenny i Good Golly, Miss Molly. El seu estil frenètic es pot veure en pel·lícules com ara Don't Knock the Rock (1956) i The Girl Can't Help It (1956), per a les quals va cantar les cançons que donaven el títol, escrites per Bobby Troup.
Malgrat el so primari de la seva música, els seus senzills van ser acuradament seleccionats, segons es pot apreciar en el triple àlbum The Specialty Sessions, en el qual s'inclouen moltes versions. Com a exemple de la seva artesania, ell i Blackwell van assajar l'estrofa de "Long Tall Sally", "He saw Aunt Mary coming and he ducked back in the alley" (Va veure venir la tia Mary i es va ajupir darrere del carreró) durant tot un dia fins que va considerar que havia aconseguit la precisió desitjada. Va ser plagiat, inicialment amb èxit, per cadenes de radio "per a blancs", especialment en interpretacions de Pat Boone. Aquest fet possiblement va afavorir que la fama de Little Richard s'estengués.
El 1956 compra una mansió a Los Angeles, Califòrnia, i torna a tocar amb el seu antic grup (The Upsetters).

### Anys 1960
Little Richard va aturar la seva carrera musical el 1957 de forma sobtada, durant una gira pel centre d'Austràlia; va renunciar a la seva forma de vida en el rock and roll. Sembla que la seva decisió va tenir a veure amb l'accidental incendi d'un dels motors de l'avió en el qual viatjava juntament amb el seu grup. Després d'aterrar, es va treure quatre anells de diamants valorats en uns 8.000 dòlars que portava posats i els va llançar al riu Hunter. Va ingressar en una universitat cristiana a Alabama per estudiar teologia i es va fer ministre pentecostal. Mentre la seva casa discogràfica, la Specialty Records, llançava algunes noves cançons basades en antigues sessions d'enregistrament, Richard va fer molt poc, musicalment parlant; amb prou feines algunes cançons de gospel a començament dels anys 60.
El 1962 va tornar, amb una entusiàstica rebuda, en la seva gira pel Regne Unit. Els Rolling Stones, que admiraven Richard fins i tot abans que tinguessin un contracte d'enregistrament, i els Beatles, també admiradors seus, el van recolzar. Va arribar a acompanyar als Beatles en la seva gira per Hamburg. El 1982, Paul McCartney deia: «La primera cançó que vaig cantar en públic va ser "Long tall Sally", de Little Richard. Quan els Beatles començàvem, vàrem actuar amb ell a Liverpool i Hamburg. Per a mi, és un dels reis del rock and roll. A més és un gran tipus, al que ara considero el meu amic». També va inspirar el llegendari cantant de Deep Purple, qui li va dedicar la cançó "Speed King".
Des de llavors, Little Richard va treballar periòdicament en pel·lícules, va llançar ocasionalment algun senzill i ha aguantat com un dels grans i llegendaris pioners del rock and roll. La seva vida sembla com si hagués anat sempre d'un extrem a un altre. El 1964 torna als escenaris gravant noves versions dels seus èxits; en els anys 70 els seus excessos sexuals i amb les drogues van fer que la seva església ho rebutgés. Finalment, després de la mort d'un dels seus germans, Little Richard reorganitzaria la seva vida: va netejar el seu organisme de drogues, es va fer venedor de bíblies a domicili i va tornar a la seva església.

### Anys 1980

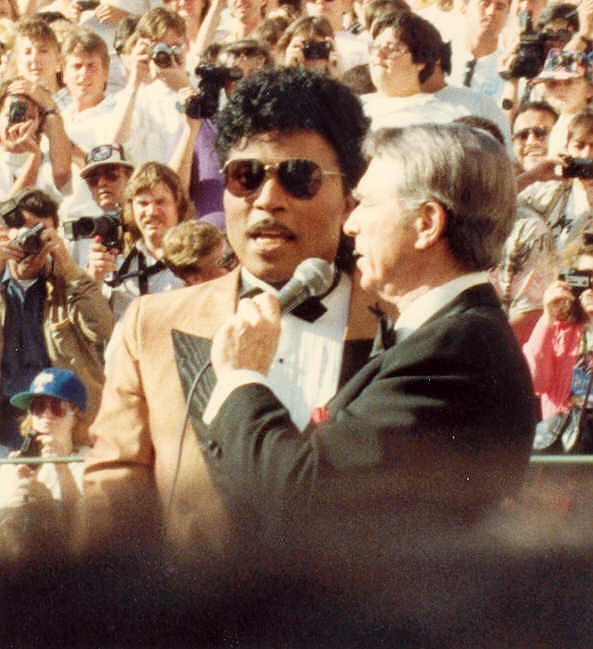
Little Richard en una presentació en els premis Óscar de 1987.

Va tornar amb dedicació plena al final dels anys 80, dient que venia per realitzar el que Déu li tenia destinat ser: Little Richard. Encara tenia la llicència del seu ministre, no obstant això, i ocasionalment celebrava noces (entre les quals calen destacar les de Cyndi Lauper i Bruce Willis i Demi Moore).
El 1986 va aparèixer en la pel·lícula Down and Out in Beverly Hills, anotant-se un gran èxit amb el tema "Great Gosh A'Mighty!", la qual cosa va conduir a un ressorgiment de la seva popularitat. També en aquell any, quan es va obrir el Rock and Roll Hall of Fame, Richard figurava entre els primers artistes. La seva contribució pionera al gènere també ha estat reconeguda pel Rockabilly Hall of Fame.
En 2005 Little Richard va estar treballant en altres èxits de R&B i soul. Juntament amb el cantant i compositor Michael Jackson va llançar el senzill titulat "I Have A Dream" (Tinc un somni), els ingressos del qual es van destinar a les víctimes de l'huracà Katrina.
També en 2005 va aparèixer, al costat d'estrelles com Madonna, Iggy Pop, Bootsy Collins i The Roots, en un anunci comercial per a la televisió americana, promocionant el telèfon Motorola ROKR.
A més va sortir en un capítol dels Simpson (temporada 14 capítol 7) interpretant-se a si mateix.

## Premis i honors
- El 1990, Little Richard va ser honrat amb un estel en el Passeig de la Fama de Hollywood.[2]
- El 2004, la revista Rolling Stone va posar a Little Richard de 8è en el rànquing dels 100 millors artistes.

## Discografia oficial
- 1956 - Cast a Long Shadow
- 1957 - Little Richard, Vol. 1
- 1957 - Little Richard, Vol. 2
- 1957 - Little Richard, Vol. 3
- 1957 - Here's Little Richard
- 1959 - The Fabulous Little Richard
- 1960 - Clap Your Hands
- 1960 - Pray Along with Little Richard, Vol. 1
- 1960 - Pray Along with Little Richard, Vol. 2
- 1962 - King of the Gospel Singers
- 1963 - Sings Spirituals
- 1964 - Sings the Gospel
- 1964 - Little Richard Is Back (And There's A Whole Lotta Shakin' Going On!)
- 1965 - The Wild and Frantic Little Richard
- 1967 - The Explosive Little Richard
- 1970 - The Rill Thing
- 1971 - Mr. Big
- 1971 - The Second Coming
- 1973 - Right Now
- 1974 - Talkin' 'Bout Soul
- 1992 - Shake It All About

## Senzills
| Año                                                | Single                                         | Posición | Posición | Posición | Posición |
| Año                                                | Single                                         | US       | US R&B   | UK       |          |
| -------------------------------------------------- | ---------------------------------------------- | -------- | -------- | -------- | -------- |
| 1951                                               | "Taxi Blues"                                   | —        | —        | —        |          |
| 1951                                               | "Every Hour"                                   | —        | —        | —        |          |
| 1952                                               | "Get Rich Quick"                               | —        | —        | —        |          |
| 1952                                               | "Thinkin' 'Bout My Mother"                     | —        | —        | —        |          |
| 1952                                               | "Why Did You Leave Me?"                        | —        | —        | —        |          |
| 1952                                               | "Ain't Nothing Happening"                      | —        | —        | —        |          |
| 1952                                               | "I Brought It All On Myself"                   | —        | —        | —        |          |
| 1952                                               | "Please Have Mercy On Me"                      | —        | —        | —        |          |
| 1953                                               | "Ain't That Good News"                         | —        | —        | —        |          |
| 1953                                               | "Fool At The Wheel"                            | —        | —        | —        |          |
| 1954                                               | "Always"                                       | —        | —        | —        |          |
| 1954                                               | "Rice, Red Beans And Turnip Greens"            | —        | —        | —        |          |
| 1954                                               | "Lord, Have Mercy (I'm So Lonely)"             | —        | —        | —        |          |
| 1954                                               | "Call His Name"                                | —        | —        | —        |          |
| 1955                                               | "Tutti Frutti"                                 | 17       | 2        | 29       |          |
| 1955                                               | "I'm Just A Lonely Guy"                        | —        | —        | —        |          |
| 1956                                               | "Long Tall Sally"                              | 6        | 1        | 3        |          |
| 1956                                               | "Slippin' And Slidin'"                         | 33       | 2        | —        |          |
| 1956                                               | "Directly From My Heart To You"                | —        | —        | —        |          |
| 1956                                               | "Little Richard's Boogie"                      | —        | —        | —        |          |
| 1956                                               | "Rip It Up"                                    | 17       | 1        | 30       |          |
| 1956                                               | "Ready Teddy"                                  | 44       | 8        | —        |          |
| 1956                                               | "Heeby-Jeebies"                                | —        | 7        | —        |          |
| 1956                                               | "She's Got It"                                 | —        | 9        | 15       |          |
| 1956                                               | "The Girl Can't Help It"                       | 49       | 7        | 9        |          |
| 1956                                               | "All Around the World"                         | —        | 13       | —        |          |
| 1957                                               | "Lucille"                                      | 21       | 1        | 10       |          |
| 1957                                               | "Send Me Some Lovin'"                          | 54       | 3        | —        |          |
| 1957                                               | "Jenny Jenny"                                  | 10       | 2        | 11       |          |
| 1957                                               | "Miss Ann"                                     | 56       | 6        | —        |          |
| 1957                                               | "Maybe I'm Right"                              | —        | —        | —        |          |
| 1957                                               | "I Love My Baby"                               | —        | —        | —        |          |
| 1957                                               | "Keep-A-Knockin'"                              | 8        | 2        | 21       |          |
| 1957                                               | "Can't Believe You Wanna Leave"                | —        | —        | —        |          |
| 1958                                               | "Good Golly, Miss Molly"                       | 10       | 4        | 8        |          |
| 1958                                               | "Hey-Hey-Hey-Hey"                              | —        | —        | —        |          |
| 1958                                               | "Ooh! My Soul"                                 | 31       | 15       | 22       |          |
| 1958                                               | "True Fine Mama"                               | 68       | 15       | —        |          |
| 1958                                               | "Baby Face"                                    | 41       | 12       | 2        |          |
| 1958                                               | "I'll Never Let You Go (Boo Hoo Hoo Hoo)"      | —        | —        | —        |          |
| 1958                                               | "Early One Morning"                            | —        | —        | —        |          |
| 1958                                               | "She Knows How To Rock"                        | —        | —        | —        |          |
| 1959                                               | "Kansas City"                                  | 95       | —        | 26       |          |
| 1959                                               | "Lonesome And Blue"                            | —        | —        | —        |          |
| 1959                                               | "By The Light Of The Silvery Moon"             | —        | —        | 17       |          |
| 1959                                               | "Shake A Hand"                                 | —        | —        | —        |          |
| 1959                                               | "All Night Long"                               | —        | —        | —        |          |
| 1959                                               | "Whole Lotta Shakin' Going On"                 | —        | —        | —        |          |
| 1959                                               | "Maybe I'm Right"                              | —        | —        | —        |          |
| 1959                                               | "I Got It"                                     | —        | —        | —        |          |
| 1959                                               | "Baby"                                         | —        | —        | —        |          |
| 1960                                               | "Directly From My Heart To You"                | —        | —        | —        |          |
| 1961                                               | "He's Not Just A Soldier"                      | 113      | —        | —        |          |
| 1962                                               | "I'm In Love Again"                            | —        | —        | —        |          |
| 1962                                               | "Every Night About This Time"                  | —        | —        | —        |          |
| 1962                                               | "He Got What He Wanted"                        | —        | —        | 38       |          |
| 1963                                               | "Crying In The Chapel"                         | 119      | —        | —        |          |
| 1964                                               | "Bama Lama Bama Loo"                           | 82       | —        | 20       |          |
| 1964                                               | "Annie Is Back"                                | —        | —        | —        |          |
| 1964                                               | "Whole Lotta Shakin' Going On"                 | 126      | 42       | —        |          |
| 1964                                               | "Goodnight Irene"                              | 128      | —        | —        |          |
| 1964                                               | "Blueberry Hill"                               | —        | —        | —        |          |
| 1964                                               | "Cherry Red"                                   | —        | —        | —        |          |
| 1965                                               | "It Ain't What You Do"                         | —        | —        | —        |          |
| 1965                                               | "Dance What You Wanna"                         | —        | —        | —        |          |
| 1965                                               | "I Don't Know What You've Got But It's Got Me" | 92       | 12       | —        |          |
| 1966                                               | "Holy Mackerel"                                | —        | —        | —        |          |
| 1966                                               | "Baby (Don't You Want A Man Like Me)"          | —        | —        | —        |          |
| 1966                                               | "Poor Dog"                                     | 121      | 41       | —        |          |
| 1966                                               | "Well (Alright)"                               | —        | —        | —        |          |
| 1966                                               | "Do You Feel It"                               | —        | —        | —        |          |
| 1966                                               | "I'm Back"                                     | —        | —        | —        |          |
| 1966                                               | "Directly From My Heart"                       | —        | —        | —        |          |
| 1966                                               | "I Need Love"                                  | —        | —        | —        |          |
| 1967                                               | "I Don't Want To Discuss It"                   | —        | —        | —        |          |
| 1967                                               | "Get Down With It"                             | —        | —        | —        |          |
| 1967                                               | "Rosemary"                                     | —        | —        | —        |          |
| 1967                                               | "A Little Bit Of Something"                    | —        | —        | —        |          |
| 1967                                               | "Money"                                        | —        | —        | —        |          |
| 1967                                               | "Slippin' And Slidin'"                         | —        | —        | —        |          |
| 1967                                               | "Baby What You Want Me To Do"                  | —        | —        | —        |          |
| 1969                                               | "Lucille"                                      | —        | —        | —        |          |
| 1969                                               | "Whole Lotta Shakin' Going On"                 | —        | —        | —        |          |
| 1970                                               | "Freedom Blues"                                | 47       | 28       | —        |          |
| 1970                                               | "Dew Drop Inn"                                 | —        | —        | —        |          |
| 1970                                               | "Greenwood, Mississippi"                       | 85       | —        | —        |          |
| 1970                                               | "I Saw Her Standing There"                     | —        | —        | —        |          |
| 1970                                               | "Poor Boy Paul"                                | —        | —        | —        |          |
| 1971                                               | "Shake A Hand"                                 | —        | —        | —        |          |
| 1971                                               | "Somebody Saw You"                             | —        | —        | —        |          |
| 1971                                               | "Money Is"                                     | —        | —        | —        |          |
| 1972                                               | "Why Don't You Love Me"                        | —        | —        | —        |          |
| 1973                                               | "Good Golly, Miss Molly"                       | —        | —        | —        |          |
| 1973                                               | "In The Middle Of The Night"                   | —        | 71       | —        |          |
| 1974                                               | "Chicken Little Baby"                          | —        | —        | —        |          |
| 1974                                               | "Oh Why"                                       | —        | —        | —        |          |
| 1976                                               | "Call My Name"                                 | 106      | —        | —        |          |
| 1977                                               | "Good Golly, Miss Molly"                       | —        | —        | 37       |          |
| 1977                                               | "Rip It Up"                                    | —        | —        | —        |          |
| 1986                                               | "Great Gosh A'mighty"                          | 42       | —        | 62       |          |
| 1986                                               | "Operator"                                     | —        | —        | 67       |          |
| 1986                                               | "Big House Reunion"                            | —        | —        | —        |          |
| 1987                                               | "Somebody's Comin'"                            | —        | —        | 93       |          |
| "—" significa que no entró en las listas de éxitos |                                                |          |          |          |          |

## Recopilacions
- 1965 - Little Richard's Greatest Hits
- 1967 - Rock N Roll Forever
- 1969 - Good Golly, Miss Molly
- 1969 - Little Richard
- 1970 - Rock Hard Rock Heavy
- 1970 - Little Richard
- 1970 - Well Alright!
- 1972 - Dollars
- 1972 - The Original
- 1972 - You Cant Keep a Good Man Down
- 1973 - Rip It Up
- 1975 - Keep a Knockin'
- 1976 - Sings
- 1977 - Now
- 1988 - Lucille
- 1999 - The Original British Hit Singles 1956-1964

## Discos En Viu
- 1966 - The Incredible Little Richard Sings His Greatest Hits – Live!
- 1974 - Recorded Live
- 1976 - Little Richard Live
- 1996 - Shag on Down by the Union Hall